# Zygaena ephialtes
Zygaena ephialtes (Linnaeus, 1767) è una specie di falena appartenente alla famiglia Zygaenidae.

## Descrizione
Zygaena ephialtes ha un'apertura alare di 35-40 millimetri. Le ali anteriori sono blu scuro, con cinque o sei macchie che possono essere di colore rosso, giallo o bianco. Attorno all'addome presentano un anello che può essere giallo o rosso. Le ali posteriori possono essere rosse, gialle o completamente nere e presentano un delicato bordo esterno nero.
I bruchi sono lunghi circa 22 millimetri, sono di colore giallo-verdolino e presentano linee longitudinali di punti neri e macchie quadrangolari. Le uova sono di colore verde pallido. Le pupe sono giallo-bruno.

### Polimorfismo
Questa falena è una specie polimorfica dalle differenti forme mimetiche. Molte sottospecie sono infatti simili nella colorazione alla falena tigre Amata phegea, caratterizzata da macchie bianche sulla superficie alare superiore e da un anello giallo addominale. Invece la forma peucedanoide (Zygaena ephialtes peucedani) è simile a Zygaena filipendulae, presentando cinque o sei macchie rosse sulla superficie alare superiore e un anello rosso addominale.
Queste caratteristiche sono stabilite geneticamente. Nell'ambito delle diverse popolazioni e sottospecie ricorrono queste combinazioni alleliche in proporzioni diverse. Gli alleli dominanti sono quelli peucedanoidi in forma efialtoide.

## Biologia

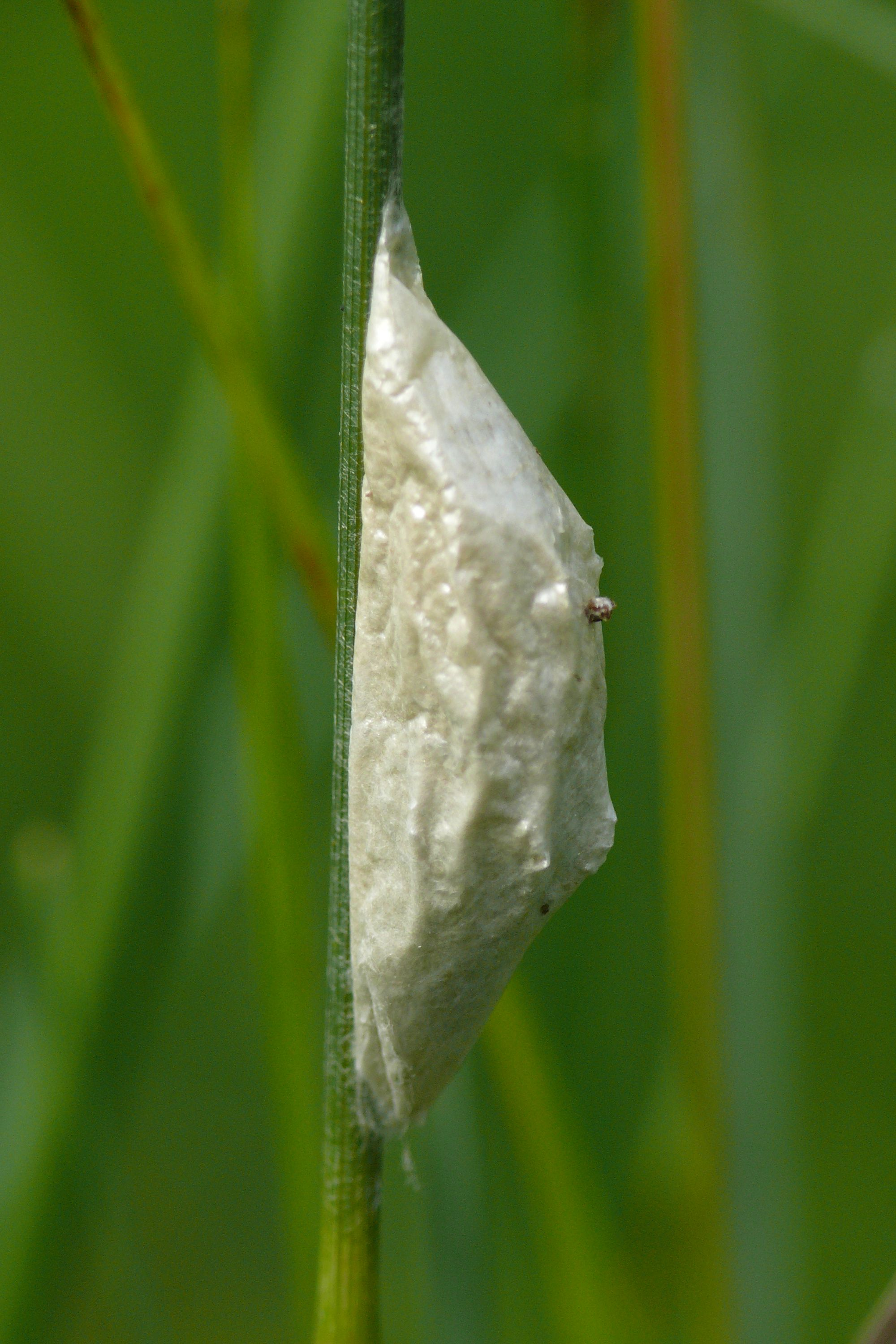
Bozzolo

Le falene volano in un'unica generazione da giugno-luglio fino ad agosto. I bruchi possono essere visti a settembre e, dopo l'ibernazione invernale, fino a giugno dell'anno successivo. Le femmine depongono le loro uova sulle piante nutrici dei bruchi. In molti casi, la larva trascorre diversi inverni prima di impuparsi in un lungo bozzolo bianco-argenteo su steli o arbusti.
Le larve si nutrono principalmente su Securigera varia e Coronilla emerus, ma anche su timo selvatico (Thymus serpyllum), sferracavallo comune (Hippocrepis comosa) e altri tipi di trifoglio, veronica e plantago.

## Distribuzione e habitat
Questa specie è diffusa in quasi tutta Europa, eccetto Irlanda, Gran Bretagna, Paesi Bassi, Portogallo, Fennoscandia, Danimarca, Estonia e Lettonia.
Le falene sono maggiormente presenti dove abbondano le piante nutrici dei bruchi, su terreni calcarei, praterie e boschi radi. Preferiscono inoltre zone calde, secche e pendii soleggiati.

## Tassonomia
Sono note le seguenti sottospecie:
- Zygaena ephialtes ephialtes
- Zygaena ephialtes albaflavens Verity, 1920
- Zygaena ephialtes albarubens Verity, 1946
- Zygaena ephialtes athamanthae (Esper, 1789)
- Zygaena ephialtes bohemia Reiss, 1922
- Zygaena ephialtes chalkidikae Holik, 1937
- Zygaena ephialtes corcyrica Rauch, 1981
- Zygaena ephialtes coronillae (Denis & Schiffermuller, 1775)
- Zygaena ephialtes danastriensis Holik, 1939
- Zygaena ephialtes istoki Silbernagel, 1944
- Zygaena ephialtes ligus Verity, 1946
- Zygaena ephialtes lurica Dujardin, 1965
- Zygaena ephialtes medusa (Pallas, 1771)
- Zygaena ephialtes meridiei Burgeff, 1926
- Zygaena ephialtes pannonica Holik, 1937
- Zygaena ephialtes peucedani (Esper, 1780)
- Zygaena ephialtes podolica Holik, 1932
- Zygaena ephialtes retyesati Holik, 1948
- Zygaena ephialtes roussilloni Koch, 1940
- Zygaena ephialtes smolikana Naumann & Rose, 1981
- Zygaena ephialtes tambovensis Holik & Sheljuzhko, 1953
- Zygaena ephialtes taurida Holik & Sheljuzhko, 1953
- Zygaena ephialtes transpadana Verity, 1946
- Zygaena ephialtes tymphrestica Holik, 1948